# Opus (band)
Opus was een Oostenrijkse band opgericht in 1973.

## Historie
Opus brak pas echt door in 1985 toen het een wereldwijde nummer 1-hit scoorde met het nummer Live is life. Het nummer werd ook bekend door de montage van voetbalanalist Frank Raes van Diego Maradona die met de bal jongleerde tijdens een opwarming op dit nummer. Verder is Opus alleen in Duitsland, Oostenrijk en Zwitserland nog doorgebroken met enkele nummers. Hoewel de band nog dertien albums heeft uitgebracht, waarvan het laatste in 2005, is hij voor de rest van de wereld toch een eendagsvlieg. Tijdens het EK Voetbal in Oostenrijk en Zwitserland in 2008 wordt het nummer Live is Life gebruikt door het biermerk Bavaria bij een reclamespot. De link met voetbal en volle stadions wordt makkelijk gemaakt, mede door de warming up van Diego Maradona en de herkomst van de band.
Na het overlijden van Maradona in november 2020 werd het nummer Live is Life weer onder de aandacht gebracht. Als gevolg hierop deed het in 2020 zijn herintrede in de Top 2000.

## Bandleden
- Herwig Rüdisser (8 november 1956), zang
- Ewald Pfleger (6 mei 1955), gitaar
- Kurt-Rene Plisnier (7 februari 1957), keyboard
- Günter Grasmuck (21 juli 1957), drums
- Niki Gruber (24 maart 1956), basgitaar, verliet de band in 1991
- Wolfram Abt (3 november 1963), basgitaar

## Discografie

### Albums
- 1980 Daydreams
- 1981 Eleven
- 1983 Opusition
- 1984 Up And Down
- 1984 Live Is Life (live)
- 1985 Solo
- 1987 Opus
- 1990 Magical Touch
- 1992 Walkin' On Air
- 1993 Jubileé (live)
- 1996 Love, God And Radio
- 2003 Flyin' Higher - Greatest Hits (Best-Of)
- 2005 The Beat Goes On

### Singles
| 1982 | Flyin' High                | 5  | 45 | 5 | - | -  | - | - | -  |
| 1985 | Live Is Life               | 1  | 1  | 2 | 6 | 32 | 1 | 6 | 3  |
| 1985 | Flyin' High (Live Version) | ?  | 37 | ? | - | -  | - | - | -  |
| 1987 | Whiteland                  | 3  | -  | - | - | -  | - | - | 39 |
| 1988 | Faster And Faster          | 12 | -  | - | - | -  | - | - | -  |
| 1992 | Gimme Love                 | 9  | -  | - | - | -  | - | - | -  |
| 1994 | The Power Of Live Is Life  | 3  | -  | - | - | -  | - | - | -  |

### NPO Radio 2 Top 2000
| Nummer met noteringen in de NPO Radio 2 Top 2000 | '99  | '00 | '01  | '02  | '03  | '04  | '05  | '06-'08 | '09  | '10  | '11-'19 | '20 | '21  | '22  |
| ------------------------------------------------ | ---- | --- | ---- | ---- | ---- | ---- | ---- | ------- | ---- | ---- | ------- | --- | ---- | ---- |
| Live Is Life                                     | 1087 | 877 | 1444 | 1270 | 1456 | 1727 | 1858 | -       | 1629 | 1770 | -       | 877 | 1579 | 1653 |

1. ↑  Een '-' betekent dat het nummer niet was genoteerd en een vetgedrukt getal geeft de hoogste notering aan.
2. ↑  Deze tabel is bijgewerkt tot en met de laatste editie (2024).